# 1363 Herberta
Az 1363 Herberta (ideiglenes jelöléssel 1935 RA) a Naprendszer kisbolygóövében található aszteroida. Eugène Joseph Delporte fedezte fel 1935. augusztus 30-án.